# Elvenes
Elvenes és una vila pertanyent administrativament al municipi de Sør-Varanger, al comtat noruec de Finnmark. No hi ha dades de població ni de superfície. Una branca del fiord de Varanger arriba a la vila. El 1942, durant l'ocupació nazi de Noruega, a Elvenes hi havia un camp de concentració per a presoners de guerra russos.